# 3963 Paradzhanov
3963 Paradzhanov (1969 TP2) là một tiểu hành tinh vành đai chính được phát hiện ngày 8 tháng 10 năm 1969 bởi L. Chernykh ở Nauchnyj.